# Supreme (marka)
Supreme – amerykański sklep deskorolkowy i marka odzieżowa, założona w Nowym Jorku w kwietniu 1994.
Produkty firmy są skierowane do grup skateboardowych, hip-hopowych i młodzieżowych. Marka sprzedaje odzież i akcesoria, a także produkuje elementy deskorolkowe. Przedmioty, takie jak buty, odzież i akcesoria są sprzedawane drożej na rynku wtórnym.
Znane, czerwone logo z nazwą „Supreme” (w białej czcionce Futura) jest w dużej mierze oparte na sztuce propagandowej Barbary Kruger.
Firma Supreme wydaje swoje nowe produkty na całym świecie przez własne sklepy i na stronie internetowej w czwartki w Europie i Ameryce, a także w soboty w Japonii.
Supreme posiada swój własny skate team, do którego należą między innymi Tyshawn Jones, Sean Pablo, Kader Sylla, Aidan Mackey, Mark Gonzalez czy Caleb Barnett.

## Historia
Firma została założona przez Jamesa Jebbia. Mimo że urodził się w Stanach Zjednoczonych, do 19 roku życia żył w Anglii. Na początku lat 90. XX w. Jebbia był menedżerem Stüssy w Nowym Jorku.
Pierwszy sklep Supreme został otwarty w starej powierzchni biurowej na Lafayette Street, w dolnej części Manhattanu w kwietniu 1994. Został zaprojektowany głównie dla skaterów: ubrania zostały ułożone na całym obwodzie sklepu, aby środkowa część pozwalała skaterom jeździć i uprawiać triki. Sklep miał swoją główną grupę skaterów, którzy zostali drużyną w 1994; zawierała ona Justina Pierce’a i Harolda Huntera, którzy w przyszłości zostali aktorami. Pierwszymi pracownikami zostali statyści z filmu Larry’ego Clarka Kids (pol. Dzieciaki).
W 2004 został otwarty drugi sklep w północnej części Fairfax Avenue w Los Angeles (stanie Kalifornia), który jest dwa razy większy od pierwszego sklepu z Nowego Jorku i zawiera wewnątrz skate bowl. Supreme znajduje się w Paryżu (został otwarty w 2016), Londynie (został otwarty we wrześniu 2011), Tokio (w trzech dzielnicach: Harajuku, Daikanyama i Shibuya), Nagoji, Osace i Fukuoce. Pozostałe lokacje wzorują się na wnętrzu sklepu z Lafayette Street; zawierają one wystawy sztuki, a także włączone filmy na telewizorach i muzykę, by przyciągnąć uwagę klientów.
Supreme posiada własną linię odzieżową, tak samo jak inne skateboardowe marki jak Vans, Nike SB, Spitfire, Thrasher i Girl Distribution Company. James Jebbia stwierdził, że wszystko, co zostanie wydane przez Supreme nigdy nie będzie „limitowane”, ale zaznaczył, że specjalnie robią krótkie serie swoich produktów, ponieważ „nie chcą pozostać z rzeczami, których nikt nie chce”.
5 października 2017, Supreme otwarło swój 11. sklep (a także drugi) w Nowym Jorku w dzielnicy Williamsburg, w północnej części Brooklynu. 6 października 2017, Jebbia potwierdził, że firma sprzedała znaczny udział wynoszący około 50% (ok. 500 milionów dolarów) do korporacji private equity – The Carlyle Group. 21 lutego 2019, Supreme przeniosło tymczasowo swój pierwszy sklep z Manhattanu z ulicy Lafayette Street 274 na Bowery 190, na czas, gdy podjęli się renowacji sklepu z Lafayette Street.
24 października 2019, Supreme otworzyło swój 12. sklep na Market Street w San Francisco.
W listopadzie 2020, VF Corporation zakupiło Supreme w kwocie 2,1 mld USD. Transakcja została sfinalizowana do końca roku.
6 maja 2021 został otworzony sklep Supreme w Mediolanie. Jest to spowodowane wygraną batalią sądową z Supreme Italia.

### Lista sklepów

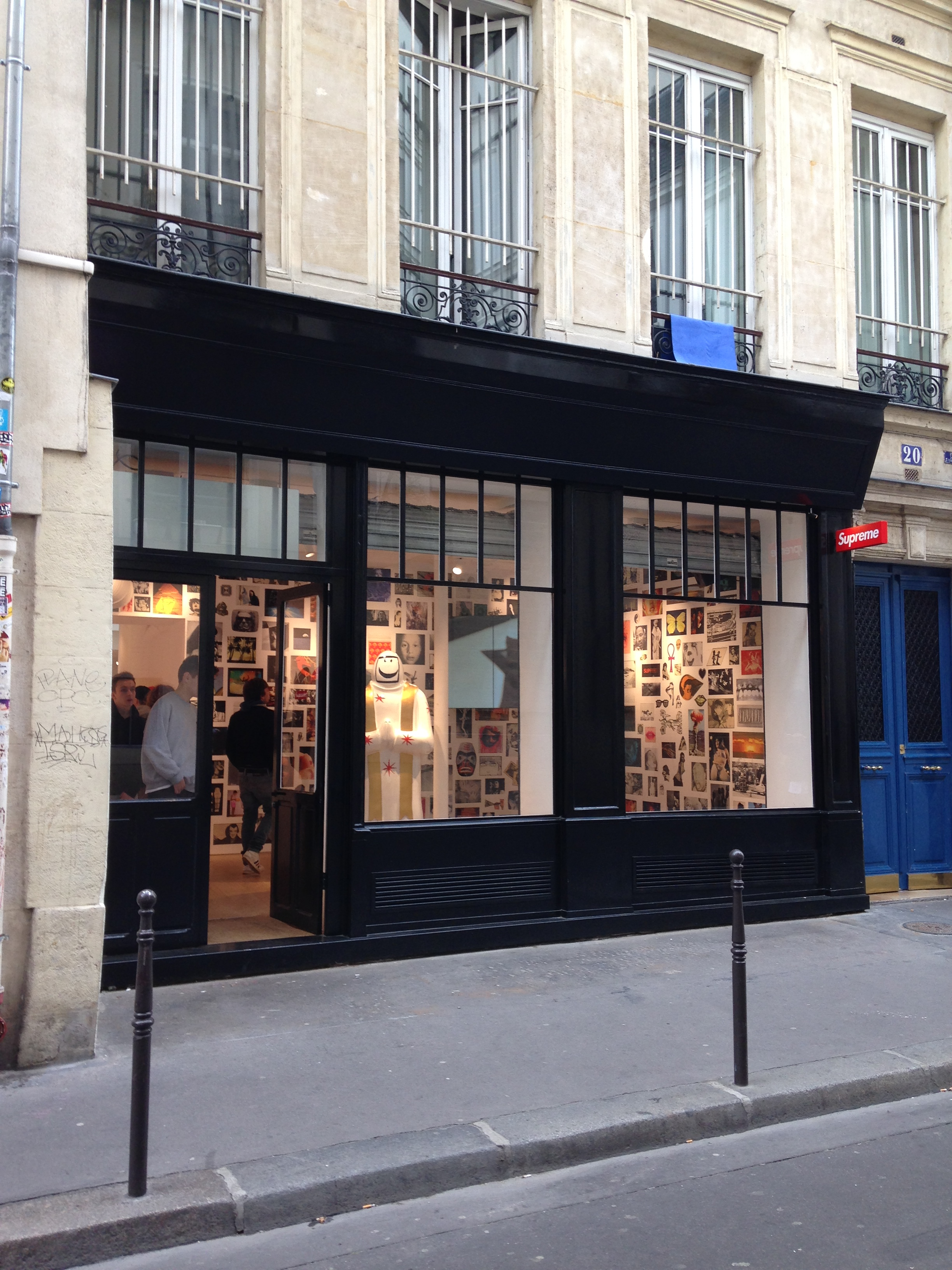
Sklep Supreme w Paryżu

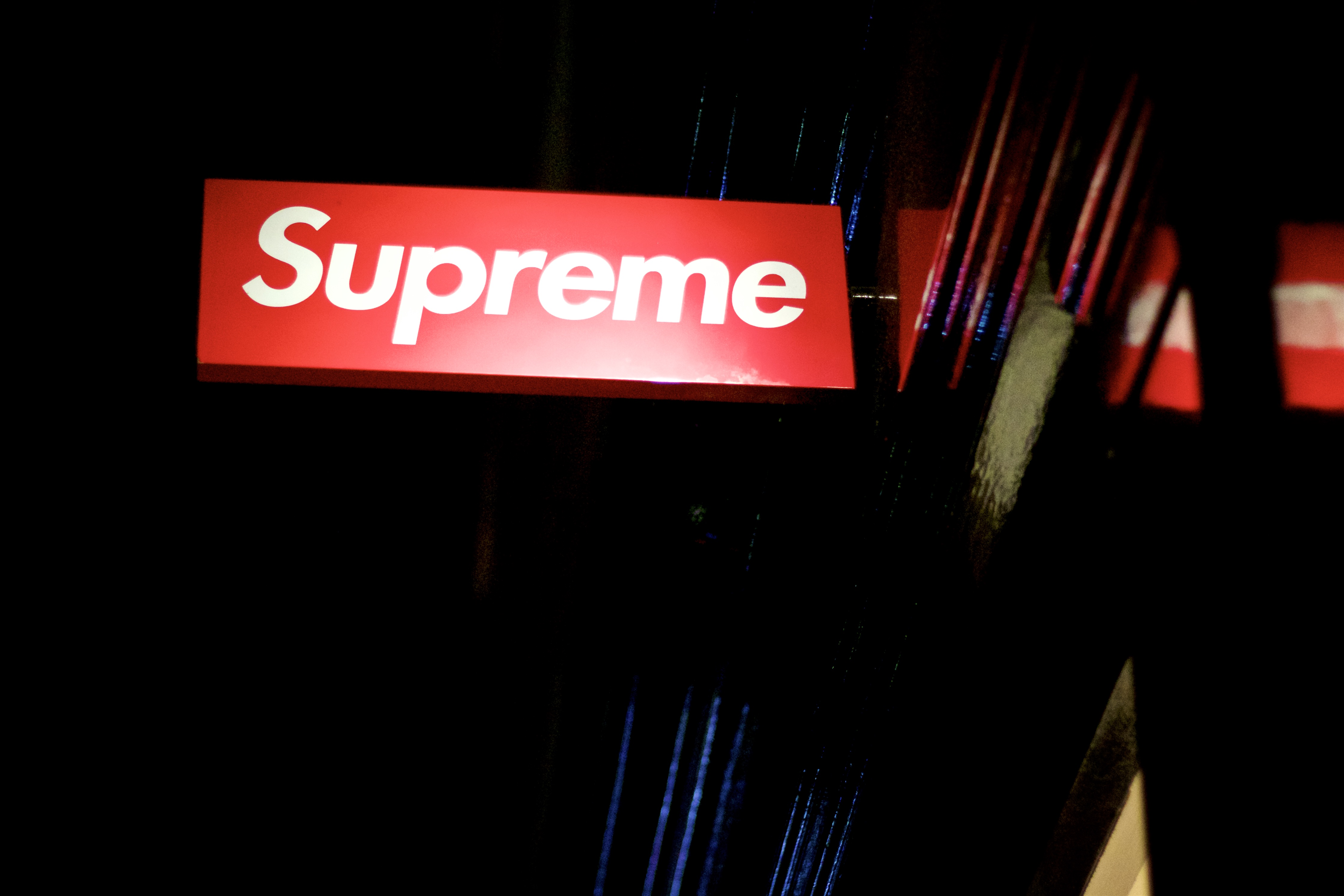
Szyld sklepu Supreme w Londynie

| Miasto                   | Kraj              | Rok otwarcia |
| ------------------------ | ----------------- | ------------ |
| Nowy Jork (Manhattan)    | Stany Zjednoczone | 1994         |
| Tokio (Daikanyama)       | Japonia           | 1998         |
| Osaka                    | Japonia           | 1998         |
| Fukuoka                  | Japonia           | 1998         |
| Los Angeles              | Stany Zjednoczone | 2004         |
| Tokio (Harajuku)         | Japonia           | 2006         |
| Nagoya                   | Japonia           | 2008         |
| Londyn                   | Wielka Brytania   | 2011         |
| Tokio (Shibuya)          | Japonia           | 2012         |
| Paryż                    | Francja           | 2016         |
| Nowy Jork (Brooklyn)     | Stany Zjednoczone | 2017         |
| San Francisco            | Stany Zjednoczone | 2019         |
| Mediolan                 | Włochy            | 2021         |
| Łączna ilość sklepów: 13 |                   |              |

## Produkty i współprace
Supreme ma bardzo bogatą historię współprac z różnymi firmami związanych ze skateboardem i modą. Spośród najczęstszych można zaliczyć współpracę z Nike/Air Jordan, Lacoste, Rimowa, Vans, Clarks, The North Face, Hanes, Playboy, Levi’s, Timberland, Coleman, Comme des Garçons, Stone Island i Champion.
Supreme zawierało także współpracę z takimi markami, by stworzyć różnorodne akcesoria i przedmioty, jak rowery typu cruiser, cegły, łomy, mini bike’y na gaz od Coleman, worki treningowe Everlast, flippery firmy Stern, a także ciastka Oreo.
18 stycznia 2017, luksusowa firma modowa Louis Vuitton odbyła pokaz mody, na którym została potwierdzona współpraca pomiędzy dwoma firmami. Pop-up store’y, zawierające produkty współpracy, zostały otwarte 30 czerwca 2017 w Sydney, Seoul, Tokio, Paryżu, Londynie, Miami i Los Angeles. Propozycja Louis Vuitton na Pop-up store w Nowym Jorku została odrzucona przez zarząd wspólnoty Manhattanu nr 2, po tym, jak mieszkańcy „oburzyli się, że to wydarzenie było proponowane dla ich ulicy [Bond Street]”. W 2017 The Dapifer poinformował o pierwszej w historii współpracy Lacoste z Supreme, której owocem była limitowana seria ubrań dla mężczyzn.
Jeden z komentatorów zauważył, że „Ciuchy Supreme nie są szczególnie niezwykłe – mam na myśli o T-shirtach, bluzach, czapkach i skórzanych akcesoriach – ale jeśli nakleisz te znane, czerwone logo na białej koszulce to nagle jest ono warte setki dolarów”, wskazując na to, że „sukces firmy leży na rzadkości przedmiotów. Wydając ograniczoną liczbę nowych produktów co tydzień, chcą nadążyć za popytem”, co powoduje długie kolejki, a także zawyżone ceny na rynku wtórnym.
Supreme współpracuje z firmą Hanes, regularnie wydając linię markowych T-shirtów i bokserek, a także ze skate’owymi firmami jak Independent Trucks i Spitfire Wheels, wydając części do deskorolek.
Supreme wydaje również blaty deskorolkowe, na których zawarte są prace graficzne różnych osób i firm, jak Harmony’ego Korine’a, Rammellzee, Ryana McGinessa, KAWS, Larry’ego Clarka, Jeffa Koonsa, Richarda Prince’a, Gilbert & George, Christophera Woola, Alessandro Mendiniego, Martina Wonga, Nate’a Lowmana, Damiena Hirsta i Johna Baldessari. W dodatku, Supreme współpracowało z wieloma fotografami, artystami i dizajnerami jak David Lynch, Robert Crumb, Marylin Minter, Takashi Murakami, Daniel Johnston, Peter Saville, Futura, Bad Brains, Public Enemy, H.R. Giger, Mark Gonzales, M.C. Esher, Dash Snow i Nan Goldin.

### „Współpraca” z Samsungiem
9 grudnia 2018, podczas chińskiej premiery Samsunga Galaxy A8s, dyrektor firmy, ogłosił współpracę z firmą Supreme Italia. Na scenie pojawili się reprezentanci firmy. Omówili o szczegółach współpracy, o planach wejścia w następnym roku na chiński rynek, a także o otwarciu sztandarowego sklepu w Chinach.
Po tym wydarzeniu wybuchła fala hejtu. Wiele osób stwierdziło, że „rozpoczynanie współpracy z trollem patentowym zwyczajnie takiej firmie nie przystoi”.
Później, na łamach serwisu społecznościowego Weibo, Samsung zabrał głos w tej kontrowersyjnej sprawie. Firma przeprosiła za niedogodności i obiecała, że „dokona ponownej oceny tej współpracy”.
4 lutego 2019, serwis Engadget poinformował, że współpraca pomiędzy Supreme Italia a Samsungiem została ostatecznie zakończona.

### Filmy
Główna strona Supreme zawiera oficjalne filmy stworzone przez firmę.
W 1995, Supreme wydało swój pierwszy film: A Love Supreme, w którym znalazła się muzyka Johna Coltrane’a z albumu o tej samej nazwie. Został nagrany przez Thomasa Campbella. Film zawierał sceny skateboardingu Aarona Suskiego, Danny’ego Supy, Keitha Hufnagela, Marka Gonzalesa i Quima Cardony w Nowym Jorku. Był to 16-minutowy czarno-biały film, nakręcony kamerą Super 8.
W 2014, Supreme wydało 40-minutowy film skateboardowy „Cherry”, wyreżyserowanego przez Williama Strobecka, za który Dylan Rieder otrzymał nagrodę magazynu Transworld. W 2018, został wydany film „BLESSED”, także w reżyserii Strobecka. W 2019, Supreme i Strobeck wydali „CANDYLAND”, pełnometrażowy film skateboardowy z dedykacją dla Pabla Ramireza.
W 2017, Supreme poprosiło Circlemakers, grupę tworzącą kręgi zbożowe w Wielkiej Brytanii, założoną przez artystę Johna Lundberga, by stworzyli ogromny krąg kwadratowego logo Supreme, w sekretnym miejscu w Kalifornii. Krąg zbożowy można zobaczyć w krótkim filmie Crop Fields, wyprodukowanym przez Supreme.
W roku 2021 Supreme wypuściło film zatytułowany STALLION, również wyreżyserowany i nakręcony przez Strobecka. Film kręcony był w Mediolanie.

## Sprawy sądowe

### Spór z Supreme Italia
W 2018, Supreme przegrało proces sądowy we Włoszech, w wyniku czego, nie może zastrzec sobie swojego znaku towarowego w Europie. Produkty „Supreme” nie wyprodukowane przez same nowojorskie Supreme, mogły być normalnie sprzedawane we Włoszech i w Hiszpanii.
W czerwcu 2019, Supreme wygrało sprawę sądową z Supreme Italia w Chinach, co skutkiem było to, że Supreme Italia utraciło swoje zarejestrowane znaki towarowe w tym kraju.
5 maja 2020, magazyn WWD poinformował, że Supreme zabezpieczyło swój znak towarowy w Chinach.
W wywiadzie Business of Fashion James Jebbia rozmawiając o poczynaniach Supreme Italia, opisał ich poczynania jako takie, które „wprowadzili na kompletnie nowy poziom – będąc oszustami i odtwórcami”. Dodał także, że „sama idea legalnych podróbek jest kompletną farsą. Byłoby to smutne, jeśli nowe pokolenie by myślało, że jest to autentyczne. […]”.

### Problemy z patentem na logo w Europie
Z tego powodu, że Supreme nie ma patentu na swoje logo, powstałe firmy jak Supreme Spain lub Supreme Italia, mogą kopiować wzory i akcesoria z oryginalnego Supreme, za co nie mogą dostać pozwu o plagiat.
Supreme nie może zastrzec swojego znaku towarowego w ze względu na to, że:
- nie można zarejestrować firmy, która w nazwie ma słowo Supreme (pol. najwyższy, doskonały), gdyż nie można mieć monopolu na tego rodzaju nazwy,
- według orzeczeń sądowych, logo Supreme nie ma żadnego aspektu wyróżniającego – nie przedstawia nic charakterystycznego dla marki,
- ostatnim powodem jest to, że Supreme nie wymyśliło estetyki czerwonego tła z białym napisem Futura – pierwsza była Barbara Kruger, która używała tej stylistyki w latach 80. XX w.

## Nagrody
W 2018, Supreme otrzymało nagrodę Menswear Designer of the Year stowarzyszenia Council of Fashion Designers of America.

## Kultura masowa

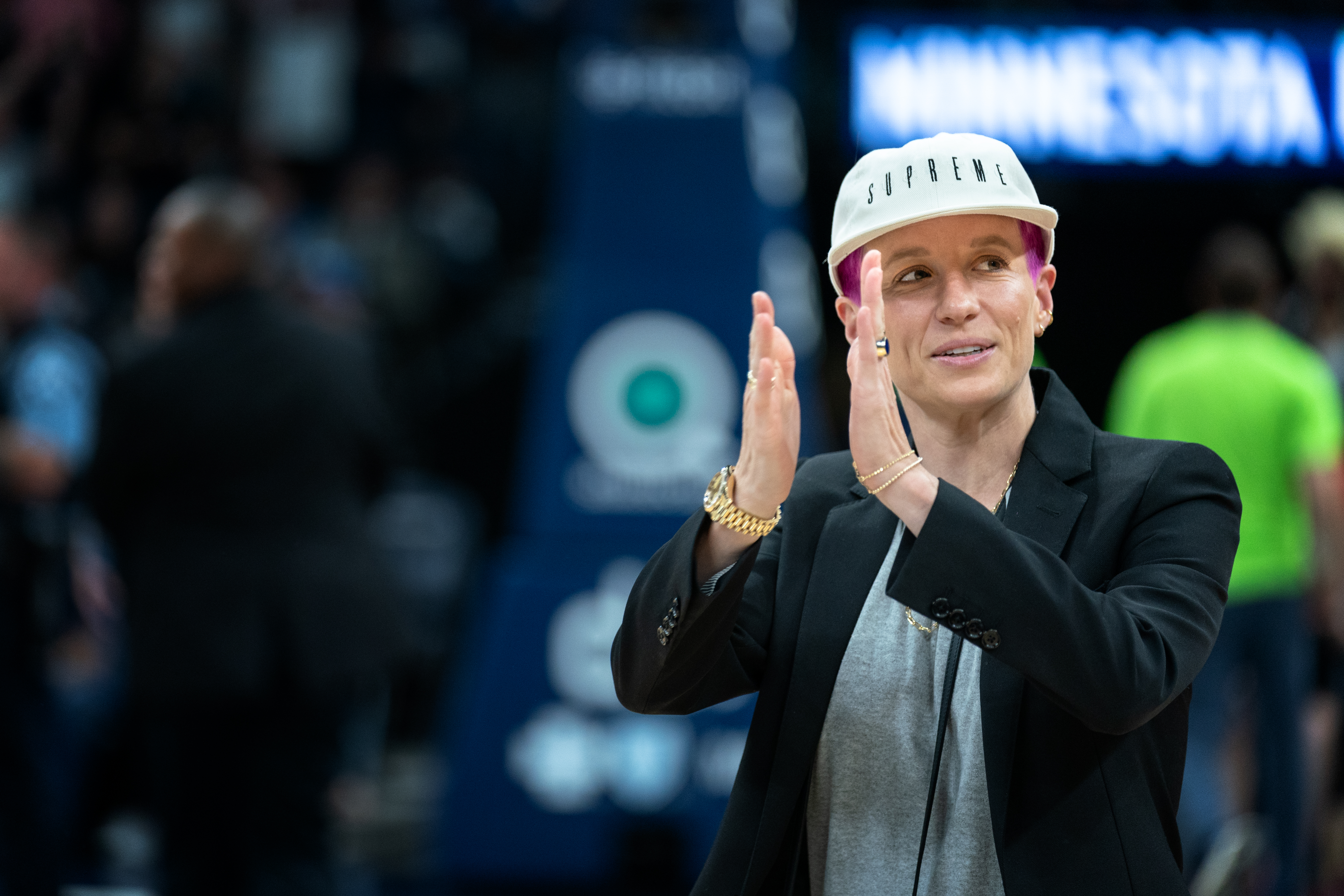
Megan Rapinoe w czapce Supreme

Fotograf modowy Terry Richardson wykonał dla firmy kilka kultowych fotografii, wliczając zdjęcie Michaela Jordana, Kermita Żabę, Three 6 Mafia, Lou Reeda, Lady Gagi, Neila Younga, Gucciego Mane’a i Morrisseya. Kenneth Cappello także zrobił dla Supreme kilka najważniejszych zdjęć, jak fotografia Mike’a Tysona, Dipset, Michaela Jacksona i Raekwona.
Znani ludzie, którzy publicznie nosili odzież Supreme to członkowie grupy Odd Future, a także Odell Beckham Jr., Justin Bieber, Bad Bunny i BTS.
W 2019, ówczesny skrzydłowy amerykańskiej drużyny futbolowej Oakland Raiders – Antonio Brown – był widziany w odzieży Supreme we współpracy z 47 Brand z kolekcji Wiosna 2019, podczas pierwszego dnia obozu szkoleniowego drużyny w sezonie w 2019.
Do innych celebrytów, którzy byli widziani w odzieży Supreme lub w niej chodzą na co dzień, to m.in. Tyler, the Creator, Shane Macgowan, Kate Moss, Prodigy, Slick Rick, Diddy, Lady Gaga, Drake, Frank Ocean, Kanye West, Pharrell Williams i David Blaine.
Supreme jest bardzo popularny w Chinach i w Japonii.
Po opublikowaniu filmu skate’owego „Cherry”, Converse odnotował znaczny wzrost sprzedaży swoich produktów w sklepach deskorolkowych.
Piąty odcinek talk show Patriot Act with Hasan Minhaj, będący na Netflixie, zwraca uwagę o Supreme, o wpływie na kulturę uliczną i jego związek ze spekulacjami wojennymi za pośrednictwem korporacji macierzystej The Carlyle Group.